# Lodowiec piedmontowy

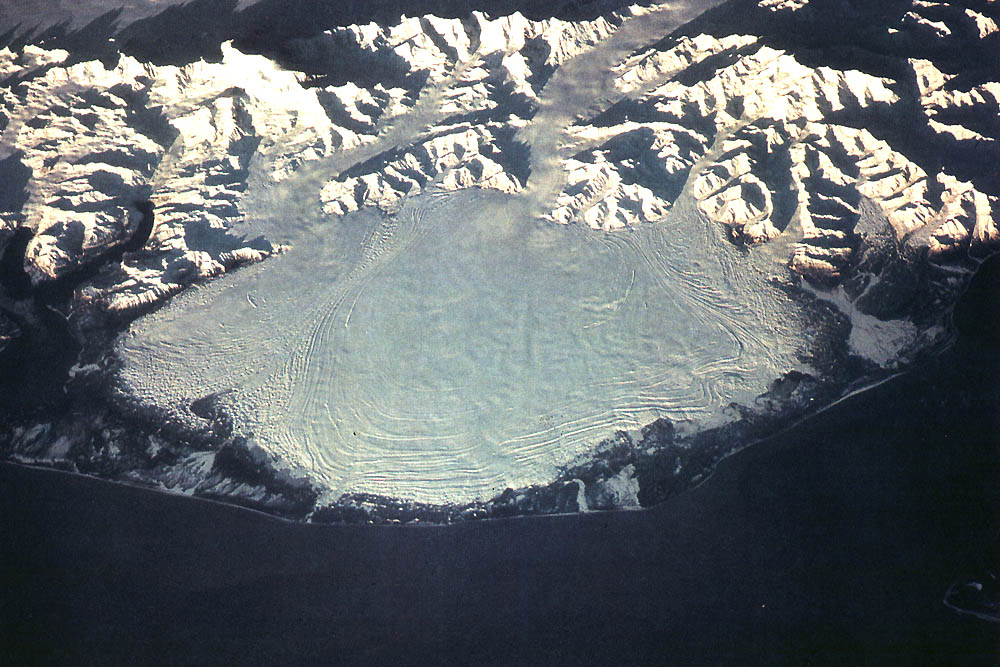
Lodowiec Malaspina, Alaska – lodowiec piedmontowy

Lodowiec piedmontowy, lodowiec podgórski – rodzaj lodowca stanowiącego typ pośredni między lodowcem górskim a lądolodem. Tworzy go rozległa, zwarta pokrywa lodowa na równinnym przedpolu masywu górskiego, utworzona w wyniku połączenia się jęzorów lodowców dolinnych wypływających z odrębnych pól firnowych.

## Występowanie
Lodowce typu piedmontowego występują w wysokich szerokościach geograficznych. Jednym z lodowców piedmontowych jest Lodowiec Malaspina na Alasce, inne występują w kanadyjskiej części Gór Skalistych, na Spitsbergenie, w Nowej Zelandii oraz na Antarktydzie.